# Ahmad ibn Túlún

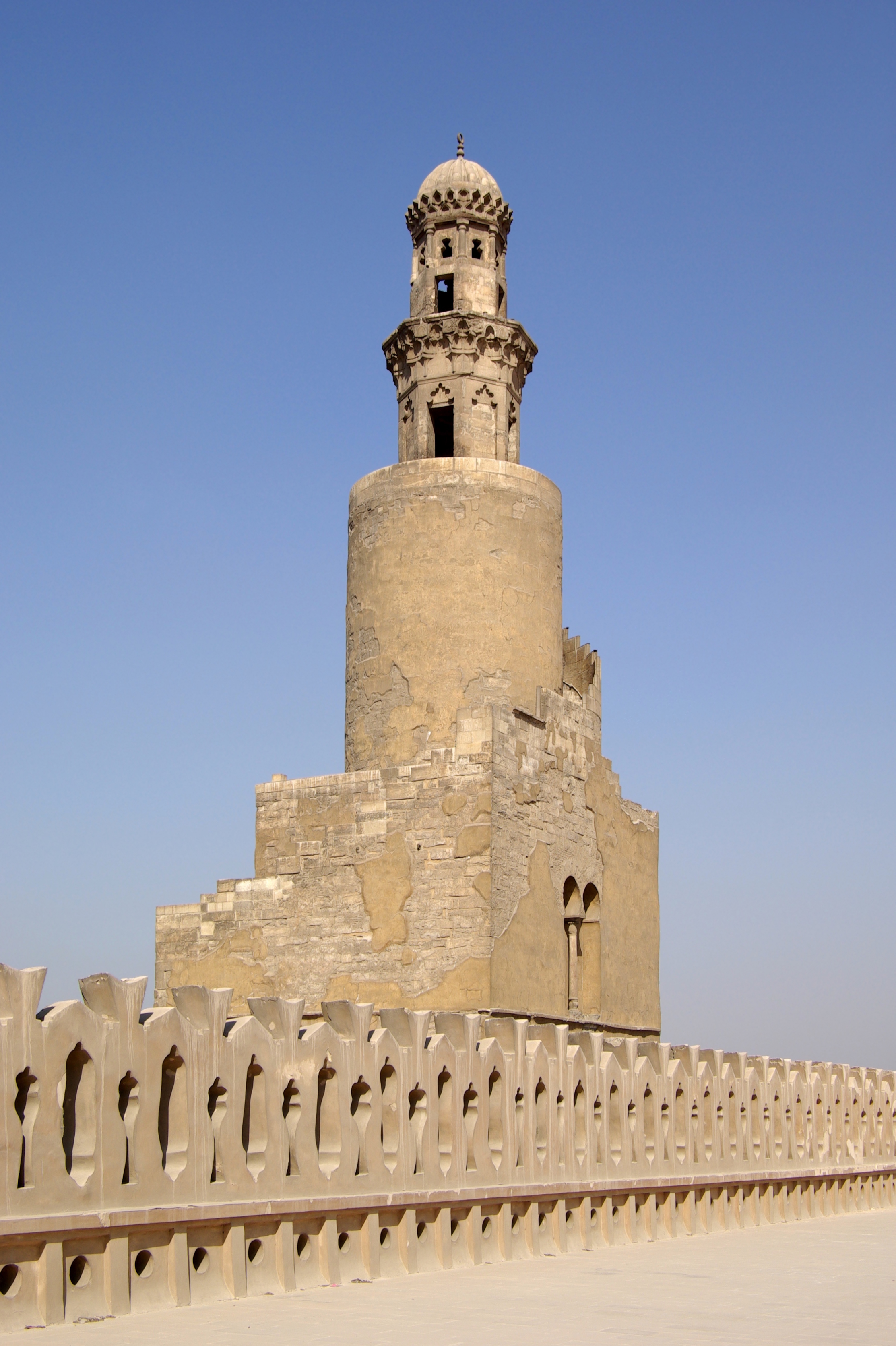
Az Ibn Túlún-mecset spirális, szamarrai hatást tükröző minaretje

Abu l-Abbász Ahmad ibn Túlún (arab írással أبو العباس أحمد بن طولون – Abū l-ʿAbbās Aḥmad ibn Ṭūlūn, Bagdad, Mezopotámia, 835 szeptembere – al-Katái, Egyiptom, 884. május 10.) török származású, középkori hadvezér és helytartó volt. Nevéhez fűződik a központi, kalifai hatalomtól független, de annak főségét elismerő muszlim államiság megteremtése Egyiptomban: az általa 868-tól haláláig igazgatott tartomány hatalmas jövedelmeinek jelentős részét saját hadsereg és flotta létrehozására és fenntartására, valamint új fővárosa, al-Katái megalapítására használta fel. Utódai 905-ig uralták az általa meghódított egyiptomi, palesztinai és szíriai területeket.

## Felemelkedése
Apja, Túlún török származású, rabszolgaként megvásárolt, majd muszlim hitre nevelt és kiképzett katona (gulám) volt, aki a transzoxániai Buhara városából került Hárún ar-Rasíd fia, a Mervben székelő al-Mamún szolgálatába még az al-Amín ellen vívott polgárháború idején. Szép karriert futott be, és a 833-ban elhunyt al-Mamún kalifa elit testőrségének parancsnoka lett. Túlún fia már szabad embernek született, feltehetően apja lakhelyén, a kalifátus székhelyéül szolgáló Bagdadban 835-ben. Katonai kiképzést a rövidesen Szamarrába települő udvarnál kapott, majd vallási nevelésben is részesült a kilikiai Tarsus városában – a folyamatos bizánci hadakozásnak köszönhetően a térségben igen erős volt a dzsihád szellemisége. Kiváló katonának bizonyult, és al-Musztaín kalifa (862-866) is felfigyelt rá, amikor megszervezte egy beduinok által megtámadott karaván védelmét Edessza közelében. A kalifa jutalmul egy rablányt küldött neki (tőle származott később fia, Humáravajh), Ibn Túlún pedig csatlakozott a kalifa környezetéhez. Amikor a kalifa elmenekült az őt markában tartó hadsereg elől Bagdadba, ő is vele tartott, ám jótevője következő évi bukását és kivégzését nem tudta megakadályozni.

## Egyiptom élén

### Minden hatalom megszerzése
868-ban Bákbák (vagy Bájikbák), Ibn Túlún mostohaapja kapott helytartói kinevezést Egyiptom élére al-Mutazz kalifától (866–869). Bákbák a mostohafiára bízta a tartomány igazgatását, ő pedig szeptember 15-én vonult be a Nílus-völgy központjába, Fusztátba, ahol a katonaság parancsnoka lett. 869/870 folyamán Bákbákot meggyilkolták, de Ibn Túlún tartománya élén maradt mind al-Muhtadi rövid kalifátusa (869–870), mind utóda, al-Mutamid idején. Egyiptom élére 871-ben új birtokost neveztek ki a török Járdzsúh/Járúdzs személyében, aki alatt Ibn Túlún nem csak megőrizte, de ki is terjesztette hatalmát azzal, hogy feleségül vette új felettese lányát. Ekkortól már nem csak Fusztát, hanem a tengerparti Alexandria és a nyugati Barka élére is kinevezést kapott, és saját embereit nevezte ki a területek élére.

### Rendteremtés Egyiptomban
Kinevezését követően Ibn Túlún elsőrendű feladata tartomány pacifikálása volt. A Nílus-delta a sivatagból érkező berberek és a még nem teljesen letelepült arabok közti összecsapásoktól volt hangos. Az Ali kalifától származó Ibn at-Tabátaba 859 tavaszától uralma alatt tartotta az Alexandria és Barka közti vidéket, ahol kalifai címmel uralkodott. Eközben a felületesen iszlamizált és csekély arab lakossággal rendelkező Felső-Egyiptomot a budzsák és a núbiaiak betörései és lázongásai nyugtalanították, a berberek pedig a szaharai karavánutakat fosztogatták. A déli aranybányák körül is zavaros volt a helyzet.
A keresztény núbiaiak ellen már 868-tól fel lehetett használni az ekkor muszlim hitre térő budzsák támogatását. Ibn Tabátaba 869 nyarán, Felső-Egyiptomban került Ibn Túlún fogságába, aki kivégeztette. Év végén egy újabb alida, bizonyos Ibn asz-Szúfi lázadt fel: lerohanta Eszna városát, lakóit pedig lemészárolta. 870 elején legyőzte az ellene küldött sereget, de a tavasz folyamán az oázisokba kellett menekülnie. 872-ben ismét felbukkant, és miután hiába próbálta legyőzni Abu Abdalláh ibn Abd al-Hamíd al-Umarit, a núbiai aranybányák vidékét uraló hadurat, ősszel Asszuánra támadt, és ezernyi pálmafát vágatott ki. Ibn Túlún elől végül elmenekült és átkelt a Vörös-tengeren, de a mekkai hatóságok elfogták és átadták az egyiptomi helytartónak, aki egy időre bebörtönöztette, majd Medinába küldte. Ugyanígy járt a felső-egyiptomi Alidák nagy része is: a fejedelem a Hidzsázba deportálta jelentős részüket, hogy megszabaduljon a veszélyes társaságtól.
A túlúnida csapatok egyúttal al-Umarival is le akartak számolni, de vereséget szenvedtek, és Ibn Túlún a továbbiakban nem zaklatta ellenfelét, aki így aranyát és rabszolgáit továbbra is Asszuán piacán adta el, míg katonái meg nem gyilkolták. 873/874 során Ibn asz-Szúfi egyik társa, Abu Rúh Szukún robbantott ki lázadást az oázisokban, és Ibn Túlún kezdeti vereségek után jobbnak látta békét kötni vele. 874/875 folyamán a barkai kormányzó, Muhammad ibn al-Farádzs al-Fargáni lázadt fel, és a helytartó seregei csak hosszú ostrommal tudták térdre kényszeríteni.

### A kalifa szövetségese
A belső harcokkal párhuzamosan, 869–870 fordulóján Ibn Túlún egy saját sereget is összeállított javarészt bizánci és fekete rabszolgákból és zsoldosokból, amivel Palesztinában akart felvonulni az egyiptomi adószállítmányt elragadó ramlai és tiberiasi helytartó, Ísza ibn Sajh ellen, kalifai parancsra. Végül 870 nyarán mégsem az ő, hanem a damaszkuszi helytartóvá kinevezett Amádzsúr feladata lett Ibn Sajh legyőzése, aminek hátterében az állhatott, hogy Bagdadban attól tartottak: Ibn Túlún szíriai hódításra használná fel a lehetőséget. A megnövekedett hatalmú egyiptomi helytartót nem sokkal később Bagdadba hívták, és főparancsnoki kinevezéssel kecsegtették, de visszautasította a felajánlást, helyette egy al-Vásziti nevű képviselőjét küldte maga helyett, aki bőkezű adományokkal biztosította az udvar kulcsszereplőinek támogatását ura számára. 871-ben elérte, hogy a közgyűlöletnek örvendő, óriási és jogtalan adókat kivető pénzügyigazgató, Ibn al-Mudabbir távozzon Egyiptomból: bagdadi fivére révén a szíriai tartományok élére került a földadó felelőseként, hatalmas Egyiptomi vagyonát pedig a helytartóra hagyta.  Ekkoriban a kémhálózatért is felelős postamestertől, Sukajrtól is megszabadult, így jóformán minden hatalmat a saját kezébe összpontosított a tartományban.
Ibn al-Mudabbir távozását követően követően Ibn Túlún a pénzügyek igazgatására is központi felhatalmazást kapott, al-Mutamid kalifa pedig udvaroncokat küldött Fusztátba, akik hatalmas összeget (1.2 millió dínárt) és rengeteg lovat, valamint rabszolgát vittek Bagdadba a helytartótól. Az uralkodó ennek fejében lemondott az előző években elmaradt adókról, ráadásul Ibn Túlúnt nevezte ki a bizánci határon lévő végvári övezet (Szugúr) adóigazgatásának élére, de katonai jogkörök nélkül. Nem sokkal korábban az központi területek védelmével foglalkozó Abu Ahmad Talha al-Muvaffak, al-Mutamid régensi hatalmú fivére kapta meg a Szugúr hátországát képező ún. Avászim övezet feletti irányítást. Ibn Túlún utóbbihoz fordult, kérve helytartói kinevezését a Bizánc elleni háborúk egyik fő központja, Tarsus élére, de a régens elutasította kérését, és saját embereit küldte Kilikiába. 

### Konfliktus al-Muvaffakkal
A továbbiakban Ibn Túlún kezére játszott, hogy al-Mutamid kalifa (870–892) nehezen viselte fivére túlzott hatalmát, így örömmel fogadta Ibn Túlún közeledését, akit több ízben megpróbált ellensúlyként felhasználni testvére ellen. A dél-mezopotámiai mocsárvidéken (Batíha) dúló-pusztító rabszolgafelkelés elleni harccal elfoglalt, összeomlott kalifátus hatalmának restaurálásán nagy erőkkel dolgozó al-Muvaffak nehezményezte a helyzetet, de érdemben nem tudott ellene tenni – különösen, hogy az egyiptomi helytartó őt is életfontosságú jövedelmekkel látta el.
874-ben al-Mutamid rendelkezett a birodalom felosztásáról és a trónöröklés rendjéről. Eszerint kiskorú fiát, az al-Mufavvad címmel felruházott Dzsaafart a nyugati birodalomfél névleges uralkodójává tette és örökösévé nevezte ki, míg a keleti birodalomfelet fivérére bízta, meghagyva, hogy ha előbbi örökös nélkül halna meg, utóbbi lesz a kalifátus várományosa. Dzsaafart nagybátyja, al-Muvaffak egyik hű embere, Músza ibn Buga segítette területei igazgatásában, így a régens akarata érvényesült az ő területein is. A korábbi felvetést, miszerint Ibn Túlún megtagadta volna al-Mufavvad elismerését, nem támasztják alá bizonyítékok, viszont kétségtelennek tűnik, hogy kinevezése után al-Muvaffak megpróbálta elmozdítani az egyiptomi helytartót. Nem sokkal ezután magas rangú pénzügyi delegáció indult Egyiptomba (valószínűleg már 875 folyamán), amit a 871-es küldöttség élén állt Nihrír vezetett. Utóbbinál olyan levelek voltak, amelyeket vezető egyiptomi katonáknak címzett a régens, hogy lázadásra bírja őket uruk ellen. A kalifa azonban értesítette Ibn Túlúnt, aki így idejekorán elfogatta Nihrírt, megakadályozva, hogy felvegye a kapcsolatot a katonáival. 
Feltehetően a régens megbékítése érdekében az egytipomi helytartó ekkor úgy döntött: nem a kalifának, hanem fivérének küldi Egyiptom hatalmas éves adóját. A lépés nem érte el a kívánt célt: al-Muvaffak azzal vádolta meg, hogy az elvárt összegnek csupán töredékét küldte el. Fenyegető válaszában Ibn Túlún panaszt tett a méltánytalanság ellen, felhívva a figyelmet a kalifátus érdekében tett szolgálataira és hatalmas seregére, egyben jelezte, hogy al-Muvaffak megszegte az öröklésről rendelkező kalifai rendeletben foglaltakat, és utalt a lehetőségre, hogy a továbbiakban nem ismeri el legitimitását. A régens erre Músza ibn Bugát bízta meg Ahmad ibn Túlún legyőzésével, utódául pedig a damaszkuszi helytartót, Amádzsúrt jelölte ki. Utóbbi nem vállalta a túlerő elleni harcot, így Ibn Buga maga indult nyugatra 876/877-ben, de az eufráteszi Rakkánál tíz hónapot kellett vesztegelnie, majd visszavonult, mivel nem tudta fizetni a serege zsoldját.
Valószínűleg ezekkel az eseményekkel függ össze, hogy Ibn Túlún csak 877-től kezdve tüntette fel elméleti felettese, a trónörökös Dzsaafar al-Mufavvad nevét és titulusát a dínárjain, noha ez az alárendelt területeken 875 óta általános gyakorlat volt; az egyiptomi vereteken 876-ban csak a Dzsaafar személynév szerepelt, az uralkodói titulus nem.

### Terjeszkedés
A sikeres egyiptomi helytartó 876-ban al-Mutamid segítségével rávette al-Muvaffakot, hogy nevezze ki az elmúlt öt évben anarchiába süllyedt bizánci határvidék (Szugúr) és a mögöttes, ennek ellátására kijelölt térség (Avászim) élére. A régens döntését követően Ibn Túlún az Egyiptom és a bizánci határ közti tartományokat saját területének tekintette, és a damaszkuszi helytartóval, Amádzsúrral elismertette a főségét. Amádzsúr 877-ben halt meg, ekkor Ibn Túlún a fiát is a maga hűségére térítette, Ramla helytartójává nevezte ki, majd Ibn Buga kudarcot vallott hadjárata nyomán 877–878 folyamán sorra bevonult Damaszkuszba, Homszba, Hamába és Aleppóba. A korábban Egyiptomban ténykedő damaszkuszi pénzügyigazgatót, Ibn al-Mudabbirt élete végéig börtönbe vetette, miután hatalmas összeget fizettetett ki vele. Az aleppói kormányzó, Szíma at-Tavíl Antiochiába elmenekült előle, ő pedig a nyomában haladva ostrom alá vette a várost, de Szímát rövidesen megölték, így Antiochia is megnyitotta Ibn Túlún előtt a kapuit.
Innen régi állomáshelyére, Tarsusba vonult, hogy hatalmas seregével dzsihádra vonuljon, de erre végül nem került sor – a tarsusiak a katonaság megjelenése okozta áremelkedések miatt kérték, hogy mihamarabb távozzon, ráadásul úgy hírlett, hogy az alexandriai kormányzóvá kinevezett al-Abbász, Ibn Túlún fia lázadásra készül. Az egyiptomi hadsereg így nem támadt Bizánc ellen. Az erőfitogtatást követően Ibn Túlún visszatért Észak-Szíriába, ahol Lulu nevű tisztjét nevezte ki parancsnokká a helyi domináns beduin csoport, a kiláb törzs támogatásával, és még az Eufrátesz menti felső-mezopotámiai Dijár Mudar tartományt is meghódította Músza ibn Atámistól. Harránba helyőrséget telepített, a tartománynak pedig Lulu lett a helytartója, aki utóbb, 883-ban Homsz és Aleppó kormányzóságát is megkapta tőle – igaz, hiába, mert akkor átállt al-Muvaffak oldalára.

### Az új örökös
Ibn Túlún 879 áprilisában tért haza Fusztátba, ahonnan lázadó fia Alexandriába, majd Barkába menekült a kincstárral és nagy sereggel. Abbász egy állítólagos kalifai kinevezésre hivatkozva felszólította Ifríkija kormányzóját, II. Ibráhímot (875–902), hogy adja át neki tartományát, és rá is támadt Tripolira, ám a helyi háridzsiták leverték 880 vagy 881 során. Az Egyiptomba menekülő herceget rövidesen elfogták Alexandriában, majd apja színe elé vitték, aki ráparancsolt, hogy korábbi lázadó társainak személyesen nyomja ki a szemét és vágja le a kezét, amit al-Abbász meg is tett apja őszinte rémületére, aki próbának szánta a parancsot. Ekkor viszont megkorbácsoltatta és bebörtönöztette fiát, így lett Humáravajh nevű gyermeke az örökös 881/882-ben.

### Kísérlet a kalifa áttelepítésére
A 870-es években elszenvedett kudarcok nem hagyták nyugodni al-Muvaffakot, aki megpróbált ismét Ibn Túlún ellen fellépni. 881-ben egy kisebb eufráteszi települést, Karkísziját elragadott a túlúnida helyőrségtől, majd 882-ben a maga oldalára állította az Ibn Túlún által kinevezett Lulu Dijár Mudar-i helytartót és aleppói parancsnokot. Ekkoriban az új kilikiai kormányzó is vonakodott elismerni az egyiptomi főséget, úgyhogy a fejedelem kivonult, hogy kezelje a helyzetet, Egyiptom irányítását pedig fiatal fiára, Humáravajhra bízta. Damaszkuszban üzenetet kapott al-Mutamid kalifától – akivel továbbra is szoros kapcsolatokat ápolt (878-tól pl. a „Maula Amír al-Muminín”, azaz „Az Igazhitűek Fejedelmének Kliense” címet viselte) – amelyben az értesítette, hogy vadászat örvén néhány hű emberével megszökött al-Muvaffak gyámkodása alól, és Ibn Túlún területei felé tart. Az emírnek rendkívüli presztízsnövekedést jelentett volna, ha a muszlim világ urát újonnan épített fővárosába kísérheti, ezért nem folytatta a hadjáratát, hanem Damaszkuszban maradt. A kalifát azonban hiába várta: a régens értesült fivére szökéséről, csapatokat küldött utána, és hazaszállíttatta fivérét az Eufrátesztől 883 februárjában.
A felháborodott Ibn Túlún az év tavaszára afféle kongresszust hívott össze az uralma alá tartozó területek vallástudósai (ulema), jogszakértői (fakíhok) és bírói (kádik) részvételével Damaszkuszban, amivel el akarta ítéltetni al-Muvaffakot a kalifának tett hűségesküje (bajaa) megszegéséért, illetve dzsihádot akart hirdettetni ellene. A vallási tekintélyek hajlandóak voltak elítélni a régens tetteit, ám megtagadták, hogy a muszlim közösség legerősebb védelmezője, a központi hatalom támasza ellen szent háborúra szólítsák fel a híveket.

### Az utolsó hadjárat és következményei
Nem ez volt az egyetlen kudarc, ami Ibn Túlúnt érte: miután az al-Muvaffakhoz csatlakozó Lulu helyére Abdalláh ibn Fathot nevezte ki, megtámadta a főségét el nem ismerő Tarsust. Az ellenálló parancsnok, Jazmán azonban egy közeli folyó elterelésével elárasztotta az egyiptomi tábort, így a sereg kénytelen volt visszavonulni Adanába, majd Mopszuesztiába. Ennek során a fejedelem megbetegedett, és súlyos állapotára való tekintettel még az év végén visszaszállították Fusztátba.
Utolsó intézkedései között elrendelte a dzsihádhirdetés megtagadásában nagy szerepet játszó Bakkár ibn Kutajba kádi letartóztatását, akit a kegyes célzatú adományok (vakf, tbsz. aukáf) kezelőjeként és a pénzverés felügyelőjeként sikkasztással vádolt. A vizsgálat azonban a minuciózus ügyvitelt gyakorló vádlottra nézve nem talált semmilyen terhelő bizonyítékot, így az egyre rosszabb állapotban lévő fejedelem kénytelen volt szabadon bocsátani. Ibn Kutajba azonban nem foglalta el újra hivatalát, sőt betegségére való tekintettel már börtönét sem akarta elhagyni. Eközben Ibn Túlún betegsége egyre súlyosbodott, az alattvalók pedig – a muszlimok mellett az uralma alatt biztonságban és békességben élő keresztények és zsidók is – a Mukattam-hegyre mentek könyörögni a felépüléséért. Hiába: az önálló egyiptomi államiságot kialakító negyvenkilenc éves fejedelem 884. május 10-én elhunyt. Az építkezések, a Bagdadba küldött adó és a hadjáratok ellenére tízmillió dénárnyi tartalékot hagyott fiára és örökösére, Humáravajhra.

## Államigazgatás
Ibn Túlún 868-as bevonulásakor már működött néhány hivatal (díván) az egyiptomi tartományban: a földadó (al-harádzs) beszedését, a postaszolgálatot (al-baríd), az állami élelmiszerraktárakat (al-ahrá) ilyenek irányították, de a Nílus-delta is külön hivatal alá tartozott, és feltehetően létezett egy, a kormányzó és környezete ellátására szolgáló magándíván is (díván al-hássz). Elképzelhető, hogy az iratokat kibocsátó szerv, azaz kancellária (díván al-insá) is működött a tartományban, de ennek felfejlesztése egyértelműen Ahmad ibn Túlúnhoz és vezírjéhez, Ahmad ibn Muhammad al-Vászitihoz kötődik. A kancellária vezetése Ibn Abd al-Kán feladata volt, és itt működött a négy Muhádzsir-fivér és Ibn ad-Dája is; utóbbiban egyben uruk életrajzíróját tisztelhetjük. A tartományt apanázsként birtokló személyek (Bákbák, Jardzsúh és al-Mufavvad) birtokait is külön díván kezelte. Ibn al-Mudabbir távozását követően egy iraki család, a Mádzaráik kerültek az egyiptomi pénzügyigazgatás élére; általában elmondható, hogy Ibn Túlúnhoz hasonlóan adminisztrációja is jórészt a kalifátus központjából érkezett Egyiptomba.
Ibn Túlún jövedelme uralkodása végén 4 300 000 aranydénárra rúgott évente (uralkodása kezdetén a tartományi összjövedelem alig 800 000 dénár volt), amiből fenn tudta tartani hatalmas hadseregét, és finanszírozni tudta hadjáratait. A források szerint hadseregében 24 000 török, illetve 42 000 bizánci, fekete és török származású rabszolgakatona (gulám), illetve jelentős számú zsoldos szolgált, emellett jelentős flottát is fenntartott. Az emír vasfegyelmet tartott soknemzetiségű seregében, és másutt sem tűrt ellentmondást: a források szerint 18 000 embert börtönöztetett be vagy végeztetett ki uralkodása során. Mindemellett népszerű uralkodó volt, mert tartományában megteremtette a békét; a vallási kisebbségeket is megóvta az ellenük irányuló atrocitásoktól (igaz, szervezkedések kapcsán egy-egy alkalommal I. Sanúda és III. Háil kopt pápát is bebörtönöztette), sőt szívesen alkalmazta őket az államigazgatásban.

## Építkezések
Ahmad ibn Túlún nevéhez számos építkezés fűződik. Némelyikük katonai jellegű: Róda szigetén, Fusztátban erődítményt épített saját javai és családja védelmére, valamint megerősítette Alexandria és a palesztinai Akkon kikötőjét. Fővárosában lóversenypályát alakított ki és kórházat is emelt a 870-es évek elején. Nagy hadseregére való tekintettel Fusztát szomszédságában 878-tól kezdve új várost építtetett, amit az egyes egységeknek juttatott földdarabokról (katía, tbsz. katái) al-Katáinak neveztek el. A nagyjából egy négyzetmérföldes alapterületű város 1000 ilyen parcellára oszlott. A város központjában állt a máig látható, szamarrai stílusú Ibn Túlún-mecset, ami a Jaskur-dombon magasodik és Kairó legrégibbi arab építészeti alkotása, nagyságra a világ egyik legnagyobb mecsete, illetve a tőszomszédságában épült a helytartói palota (dár al-imára), noha maga az emír ideje nagy részét a Fusztáttól északra álló kuszajri keresztény kolostorban töltötte. Új, népes fővárosában nyüzsgő piacok jöttek létre. A fejedelem Ali imám ükunokája, Szajjida Nafísza sírhelyén is szentélyt alapított (ez is fennmaradt napjainkig), továbbá vízvezetéket is építtetett Katái ellátására.

## Családja, gyermekei
Egy házastársáról, Jardzsúh lányáról tudunk, illetve ágyasai közül ismert az al-Musztaín által neki adományozott rablány. Számos gyermeke közül több fiú neve maradt ránk, egy részüket szokatlan módon régi, híres arab törzsekről (Mudar, Rabía, Sajbán) nevezte el:
- al-Abbász, a lázadó korábbi trónörökös (882-ben megölték)
- Humáravajh, Ibn Túlún utódja (896-ban halt meg)
- Mudar, Humáravajh utódja, Dzsajs ismeretlen okból kivégeztette (896)
- Rabía, Humáravajh halála után fellázadt, de leverték (897-ben kivégezték)
- Ali, részt vett Hárún ibn Humáravajh megbuktatásában
- Sajbán, részt vett Hárún ibn Humáravajh megbuktatásában; néhány hétre ő lett az utolsó túlúnida fejedelem